# Manuel Alves de Castro
Manuel Alves de Castro é um político brasileiro do estado de Minas Gerais.
Atuou como deputado estadual em Minas Gerais na 1ª Legislatura (1947 - 1951), exercendo o mandato a partir de 18/12/1947.